# 브라질 외교부
브라질 외교부(포르투갈어: Ministério das Relações Exteriores, MRE)는 브라질과 다른 나라 간의 외교 관계를 관리하는 정부 부처로 외무부의 역할을 한다. 장관은 2023년 신정에 취임한 마우루 비에이라이다.
히우브랑쿠 연구소와 알레샨드르 드 구즈망 재단을 운영하고 있다.

## 역사

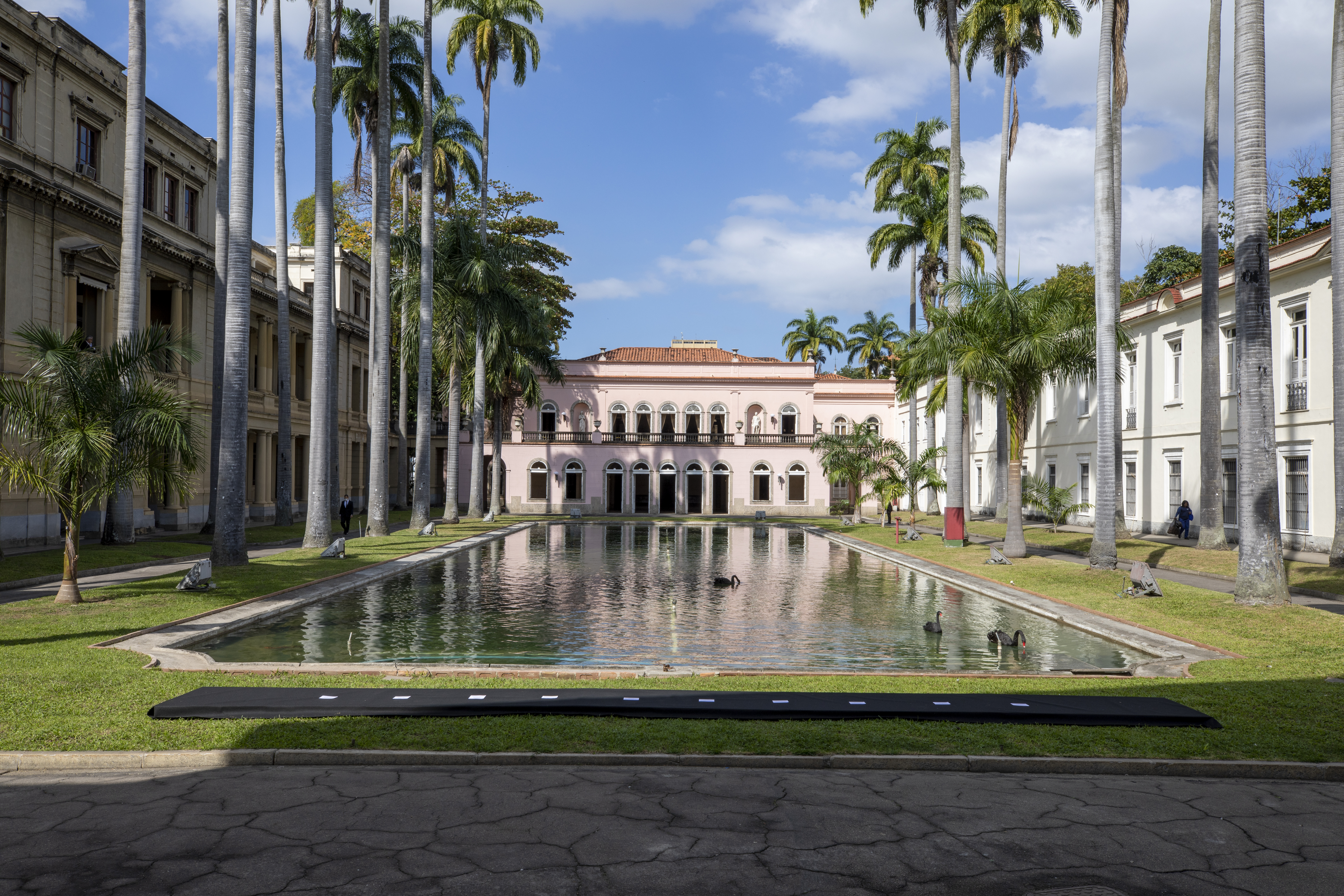
리우데자네이루 소재의 브라질 외교부의 이전 본부 (현재는 지역 사무소)

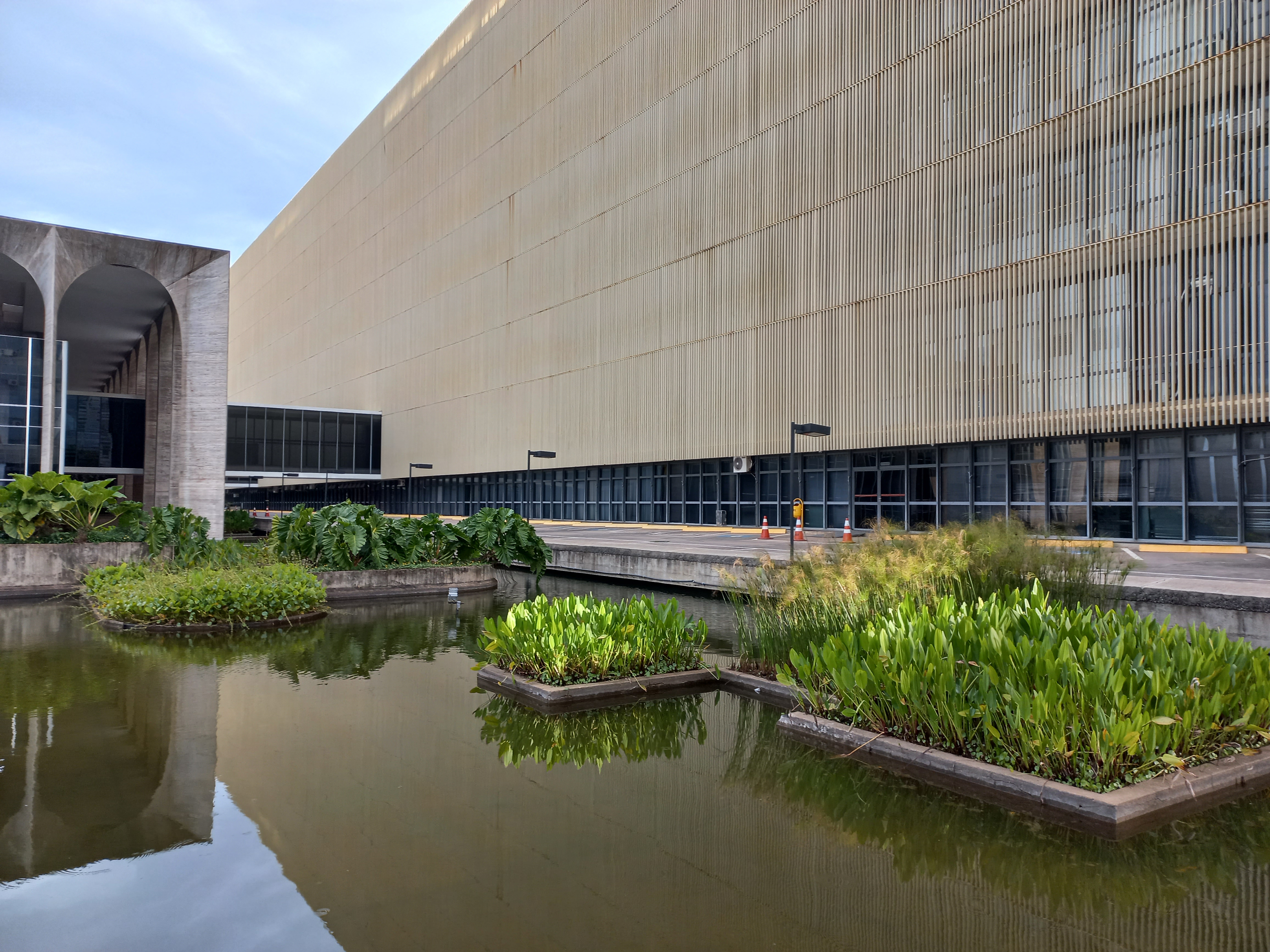
브라질리아의 이타마라티 궁전

1822년에 창립된 이래 원칙의 평화적 해결 및 불간섭과 같은 몇 가지 기본적인 행동 원칙을 정의해 왔다. 제2차 세계대전이 끝나고 1945년 유엔이 창설되자 국제 포럼에서 브라질의 입지를 강화하는 데 역할을 하였다.

## 주요 임무
해외에 있는 브라질 외교 대사관 및 영사관의 주요 임무는 국가의 이익을 증진하고, 브라질 시민에게 지원을 제공하며, 해외 시장에서 브라질 기업의 활동을 지원하는 것이다.

## 외교 공관
상설 외교 공관은 다른 국가 정부와 국제 기구에 대해 자국의 이익을 보호하고, 자국을 대표하는 역할을 한다. 브라질은 220개가 넘는 해외 대표부로 구성된 광범위한 외교 네트워크를 보유하고 있다.
- 131개의 대사관
- 52개의 영사관, 영사관, 부영사관
- 1개의 상업 사무실
- 1개의 대표 사무소
- 15개의 외교공관
- 100개 이상의 명예 영사관

## 같이 보기
- 메르코수르
- 브라질의 재외 공관 목록
- 브라질의 대외 관계
- 포르투갈어 사용국 공동체